# 박도춘
박도춘(朴道春, 1944년 3월 9일 ~ )는 조선민주주의인민공화국의 정치인이다. 조선로동당 당중앙위원회 비서이자, 조선로동당 중앙위원회 정치국 후보 위원이다.

## 경력
1944년 일제강점기에 함경남도 장진군(현재의 자강도 랑림군 지역)에서 태어났다. 1960년 10월 군에 입대하였으며, 김일성고급당학교를 졸업했다. 광산당비서, 당중앙위원회 지도원, 부과장, 과장, 도당 비서 겸 부장, 자강도당 책임비서를 지냈다. 그리고 2010년 9월부터 당중앙위원회 비서로 있다.
2010년 9월에 열린 조선로동당 대표회의에서 당중앙위원회 정치국 후보위원에 선임되었으며, 2011년 조선민주주의인민공화국 국방위원회 위원으로 선출되었다. 2015년 4월 9일, 최고인민회의 제13기 3차 회의를 통해 국방위원직에서 해임되었다.